# Ötösfogat (televíziós sorozat, 1995)
Az Ötösfogat (eredeti cím: The Famous Five) angol–kanadai–német televíziós filmsorozat, amelyet Andrew Morgan, John Gorrie, Tim Leandro és Michael Kerrigan rendezett. A forgatókönyvet Julia Jones, Helen Cresswell, Richard Carpenter és Alan Seymour írta, a zenéjét Joe Campbell és Paul Hart szerezte, a producere John Price, a főszerepekben Jemima Rooper, Marco Williamson, Paul Child és Laura Petela látható. A Zenith North Ltd. és a Tyne Tees Television készítette, az Evangelische Omroep és az Independent Television forgalmazta. Angliában 1995. szeptember 10. és 1997. február 16. között a Tyne Tees tűzte műsorra.

## Szereplők
| Szereplő | Színész          | Magyar hang | Leírás |
| -------- | ---------------- | ----------- | ------ |
| George   | Jemima Rooper    |             |        |
| Quentin  | Christopher Good |             |        |
| Julian   | Marco Williamson |             |        |
| Dick     | Paul Child       |             |        |
| Anne     | Laura Petela     |             |        |
| Frances  | Mary Waterhouse  |             |        |

## Epizódok
1. Öten a kincses szigeten – 1. rész
2. Öten a kincses szigeten – 2. rész
3. Az ötösfogat bajba keveredik
4. Újra a szigeten
5. Öten az Ördög-sziklánál
6. Öten a titok nyomában
7. Az ötösfogat jól mulat
8. Újabb kalandra fel!
9. Öten a Finniston farmon
10. Az ötösfogat bajba kerül
11. Az ötösfogat kempingezni megy
12. Az ötösfogat a Csempészdombon – 1. rész
13. Az ötösfogat a Csempész-dombon – 2. rész
14. Lenn a tengerparton – 1. rész
15. Lenn a tengerparton – 2. rész
16. Az ötösfogat és a rejtély
17. Az ötösfogat világgá megy
18. Ötösfogat - Tapper Cirkusz
19. Az Ötösfogat Billycock Hillen – 1. rész
20. Az Ötösfogat Billycock Hillen – 2. rész
21. Az Ötösfogat kellemetlen helyzetben
22. Az Ötösfogat a titokzatos lápon
23. Az ötösfogat kirándul
24. Az ötösfogat szekértúrán
25. Az ötösfogat jól mulat – 1. rész
26. Az ötösfogat jól mulat – 2. rész